# Jim McCourt
Jim McCourt (Belfast, Irlanda del Norte; 24 de enero de 1944 – 19 de junio de 2023) fue un boxeador de la categoría de peso ligero británico que participó en los Juegos Olímpicos representando a Irlanda.

## Carrera

### Estilo
Era conocido por su defensiva y especialista en el contraataque, lo que lo llevó a ser el número uno del mundo en la categoría de peso ligero por cuatro años, y al retirarse fue introducido al Salón de la Fama del Boxeo Aficionado Irlandés.

### Juegos Olímpicos
Su primera aparición en los Juegos Olímpicos fue en Tokio 1964 en la categoría de peso ligero representando a República de Irlanda ya que Irlanda del Norte no forma parte del COI en vez de representar a Reino Unido. Elimina en la primera ronda a Seo Bun-nam de Corea del Sur por decisión dividida, en la segunda ronda elimina a Ghulam Sarwar de Pakistán por decisión dividida, de la misma forma en la que vence a Domingo Barrera de España en los cuartos de final, pero pierde ante Vellikton Barannikov de Unión Soviética por decisión dividida.
Participó por segunda ocasión en México 1968 pero en la categoría de peso superligero donde fue eliminado en la segunda ronda por decisión unánime ante Gert Puzicha de Alemania Federal.

### Campeonato Europeo
Ganó la medalla de bronce en la edición de Berlín Oriental de 1965 en la categoría de peso ligero luego de perder la semifinal ante Józef Grudzień de Polonia.

### Juegos de la Mancomunidad
En los Juegos de la Mancomunidad representó a Irlanda del Norte donde ganó la medalla de oro en la edición de Kingston 1966 en la categoría de peso ligero donde venció en la final a Aaron Popoola de Ghana.